# КРЕДО-1963
«КРЕДО-1963» — одесский регбийный клуб, основанный в 1963 году. Возрождён в 2004 году группой энтузиастов во главе с О. В. Этнаровичем. Один из нескольких самых известных и титулованных клубов Украины. Чемпионы Украины 2007 года, 11-кратные вице-чемпионы Украины (2008-16, 2019 гг.).

## История
Изначально в состав клуба входила только одна команда мастеров по регби-15 с одноимённым названием. Впоследствии на базе основной команды был сформирован коллектив по регби-7 «Лидерс», а также к клубу присоединилась любительская студенческая команда «Академия» и женская команда «Отрада».
Название регбийного клуба — аббревиатура, которая расшифровывается как «Клуб РЕгби Для Одесситов».

### Все названия
- 1963—1966: «Авангард»
- 1967—1984: СК «Январец»
- 1985—1988: ПО «Прессмаш»
- 1989—1991: СК «Краян»
- 1991—1993: РК «Кредо 63»
- 1993—1995: «Кредо-Южрекон»
- 1996—2002: «Космос-Мягков»
- 2003—2004: «Мягков-Витол»
- 2005—н. в.: РК «Кредо 63»

## Руководство
В состав руководства клуба входят шесть человек.
| - | Имя                | Дата рождения            | Должность          |
| - | ------------------ | ------------------------ | ------------------ |
| 1 | Олег Этнарович     | 13 октября 1974 (50 лет) | Президент          |
| 2 | Николай Скорик     | 27 ноября 1972 (52 года) | Почётный президент |
| 3 | Владислав Булгаков | 6 апреля 1971 (53 года)  | Вице-президент     |
| 4 | Виталий Этнарович  | 10 декабря 1968 (56 лет) | Вице-президент     |
| 5 | Сергей Моцман      | 6 октября 1970 (54 года) | Вице-президент     |
| 6 | Артём Моцман       | 22 октября 1976 (48 лет) | Вице-президент     |

## Команды клуба
| — | Команда      |
| - | ------------ |
| 1 | «КРЕДО-1963» |
| 2 | «Лидерс»     |
| 3 | «Академия»   |
| 4 | «Отрада»     |